# Walter Tull
Walter Daniel John Tull (* 28. April 1888 in Folkestone; † 25. März 1918 bei Favreuil, Pas-de-Calais, Frankreich) war ein englischer Profi-Fußballer und Offizier der British Army. Er spielte als Außenstürmer und linker Mittelfeldspieler für den Clapton FC, Tottenham Hotspur und Northampton Town. Er war einer der ersten Fußballspieler afrikanischer Herkunft in Großbritannien.
Während des Ersten Weltkriegs diente Tull im Middlesex Regiment, zu dem zwei Fußball-Bataillone gehörten. Er war einer der ersten schwarzen Offiziere in einem regulären Regiment der britischen Armee. Am 25. März 1918 kam er in Frankreich bei Kampfhandlungen ums Leben.

## Biographie

### Jugend
Der Vater von Walter Tull, Daniel, war ein Schreiner aus Barbados, der 1876 nach Kent gezogen war und dort Alice Elizabeth Palmer geheiratet hatte. Noch sein Großvater väterlicherseits war ein Sklave gewesen. Alice Tull starb, als ihr Sohn Walter sieben Jahre alt war, und Daniel Tull, der inzwischen erneut geheiratet hatte, zwei Jahre später. Daraufhin wurden Walter und sein Bruder Edward in einem methodistischen Waisenhaus der National Children’s Homes in Bethnal Green nahe London untergebracht, da die Stiefmutter mit insgesamt sieben Kindern überfordert war. Dort sangen die beiden Jungen in einem Chor, der öffentlich auftrat, wobei Edward einem Ehepaar auffiel, das ihn nach zwei Jahren adoptierte. Walter litt unter der Trennung von seinem Bruder, auch wenn dessen Adoptiveltern darauf achteten, dass die Jungen in Kontakt blieben. Walter machte eine Lehre in der Druckerei des Waisenhauses. Edward Tull-Warnock wurde später Zahnarzt wie sein Adoptivvater.

### Fußballkarriere

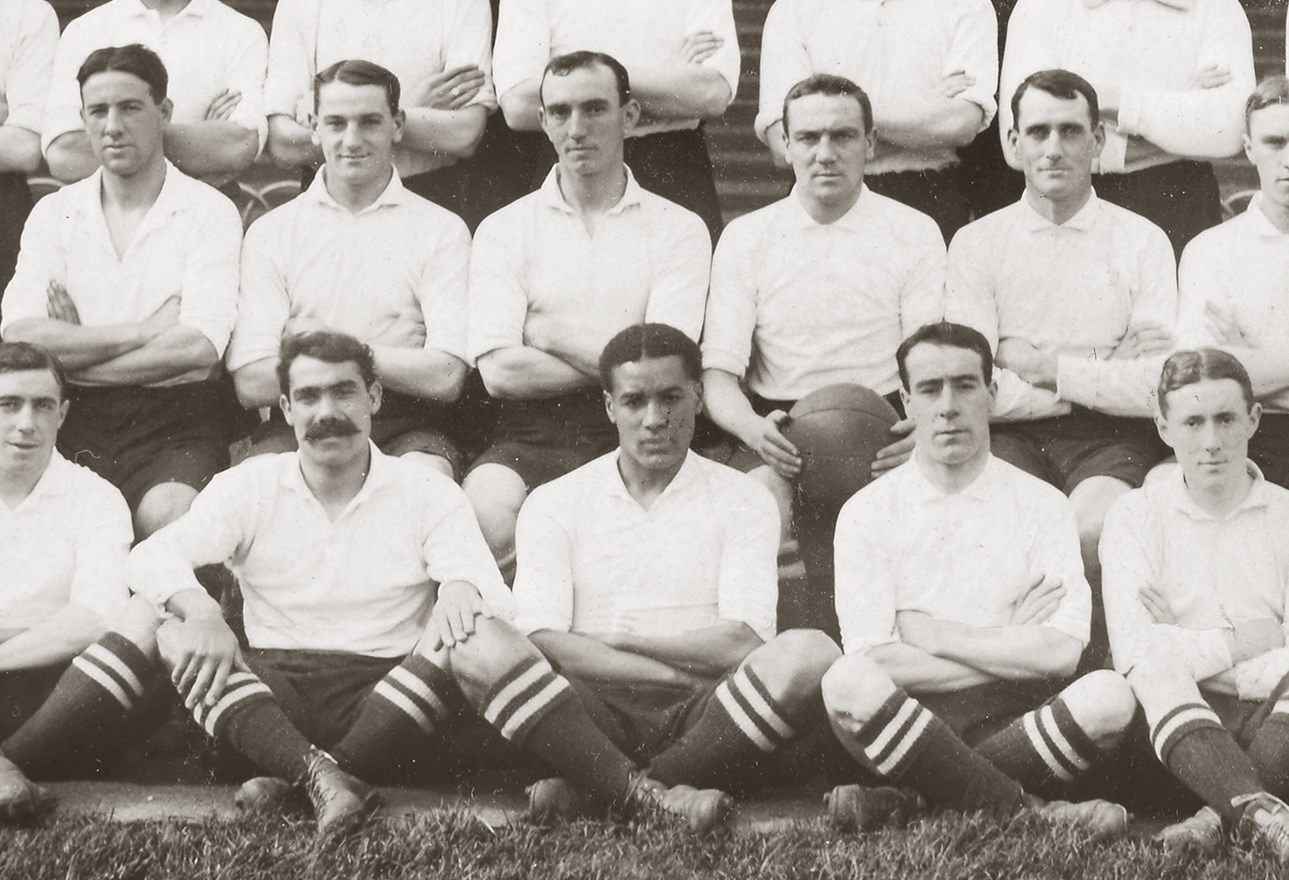
Tull im Kreis der Spieler von Tottenham Hotspur (1. Reihe, Mitte)

Tull war Mitglied der Fußballmannschaft des Waisenhauses. Als er 20 Jahre alt war, nahm er an einem Probetraining beim Clapton FC teil, einem erfolgreichen Amateurverein im Osten Londons. Im Oktober 1908 wurde er als linker Halbstürmer in dessen erste Mannschaft berufen. In dieser Saison gewann Clapton den Amateur Cup, den London Senior Cup und den London County Amateur Cup. Der Football Star lobte Tulls „clevere Fußarbeit“ und bezeichnete ihn als „Fang der Saison“ („catch of the season“).
Im Sommer 1909 unterschrieb Tull einen Vertrag bei Tottenham Hotspur, nachdem er in der Vorsaison mit dem Klub eine Tournee durch Argentinien und Uruguay unternommen hatte. Sport gegen Bezahlung zu betreiben, widersprach eigentlich dem methodistischen Ideal der „Muscular Christianity“, nach dem er erzogen worden war. Am 20. Juli 1909 wurde ihm ein Antrittsgeld von zehn Pfund gezahlt (der höchstzulässige Betrag), außerdem erhielt er die zugelassene Höchstgage von vier Pfund pro Woche. Damit war er der zweite Spieler afrikanischer Abstammung, der in der höchsten Spielklasse der Football League spielte. Erster schwarzer Fußballer war Arthur Wharton, der ab 1886 als Feldspieler und Torwart in verschiedenen britischen Vereinen aktiv war.
Im September 1909 hatte Tull seine Spurs-Premiere beim AFC Sunderland und gab sein Heimdebüt in der Football League vor über 30.000 Zuschauern gegen FA-Cup-Gewinner Manchester United. Die überregionale Zeitung The Daily Chronicle berichtete am 9. Oktober 1909: „Tulls Auftritt […] muss jeden, der ihn gesehen hat, in Erstaunen versetzt haben. Solch eine perfekte Coolness, solch ein kluges Warten […] und solch eine Genauigkeit im Passspiel habe ich schon lange nicht mehr gesehen.“
Trotz seiner Leistungen sah sich Walter Tull erheblichen Vorurteilen und rassistischen Beschimpfungen von den Rängen ausgesetzt. Nach fünf weiteren Einsätzen wurde er aus der ersten Mannschaft gestrichen und spielte erst wieder am 24. Dezember 1910 beim 3:1-Sieg der Spurs bei Nottingham Forest. Drei Tage später erzielte er beim 1:1-Unentschieden im Heimspiel gegen Manchester City das einzige Tor, bevor er bei der 0:2-Niederlage gegen Woolwich Arsenal sein letztes Spiel für Tottenham bestritt.
Am 17. Oktober 1911 wurde Tulls Vertrag vom Southern-Football-League-Klub Northampton Town für eine „beträchtliche Summe“ gekauft; Trainer war Herbert Chapman, während der Spieler Charlie Brittain im Gegenzug zu  den Spurs wechselte. Tull gab sein Debüt als Innenverteidiger für Northampton vier Tage später gegen FC Watford und absolvierte 111 Einsätze in der ersten Mannschaft (105 in der Liga), wobei er neun Tore erzielte. Schließlich wurde er einer der populärsten Spieler des Vereines. Während er sich als Offiziersanwärter im schottischen Gailes in Ayrshire aufhielt, unterschrieb er im Februar 1917 einen Vertrag bei den Glasgow Rangers, um dort nach Kriegsende zu spielen.
Die meisten seiner 110 Spiele für Northampton Town bestritt er als Außenläufer. Als Halbstürmer erzielte er später vier Tore in einem Spiel. Tull wurde der beliebteste Spieler des Vereins. Das Northampton Echo berichtete: „Tull hat sich in der Läuferreihe in einer Weise eingelebt, die ihn jetzt in die erste Reihe der Klassespieler auf dieser Position stellt.“

### Erster Weltkrieg
Bei Beginn des Ersten Weltkriegs im August 1914 meldete sich Walter Tull als erster Spieler seines Teams freiwillig zur British Army. Er diente unter Major Frank Buckley im 17. Bataillon des Middlesex Regiments, das sich hauptsächlich aus Fußballspielern rekrutierte. Er stieg bis zum Lance Sergeant auf und kämpfte 1916 in der Schlacht an der Somme. Im Mai 1916 wurde er nach Großbritannien zurückgeschickt, da er unter einem Kriegstrauma litt.
Als er am 30. Mai 1917 als Second Lieutenant in Dienst gestellt wurde, war er einer der ersten Infanterieoffiziere gemischt-ethnischer Herkunft in einem regulären britischen Armeeregiment. Mit dem 23. Bataillon kämpfte er vom 30. November 1917 bis Anfang März 1918 an der italienischen Front. Er wurde von Generalmajor Sydney Lawford für seine „Tapferkeit und Gelassenheit“ gelobt, nachdem er 26 Männer bei einem nächtlichen Überraschungsangriff durch die Stromschnellen des Piave in feindliches Gebiet geführt und unverletzt zurückgebracht hatte.
Am 8. März 1918 kehrte Tull mit seinem Bataillon nach Nordfrankreich zurück. Er fiel am 25. März in der Nähe des Dorfes Favreuil während der deutschen Frühjahrsoffensive. Der Gefreite Tom Billingham – ein ehemaliger Torhüter von Leicester Fosse – soll versucht haben, Tulls Leichnam zurück zu den britischen Stellungen zu schleppen, doch seine Bemühungen seien fehlgeschlagen. Tulls Namen ist mit denen von 34.785 weiteren Soldaten ohne bekanntes Grab, die zwischen dem Frühjahr 1916 und dem 7. August 1918 in der Region gefallen sind, am Arras Memorial eingraviert.

## Gedenken

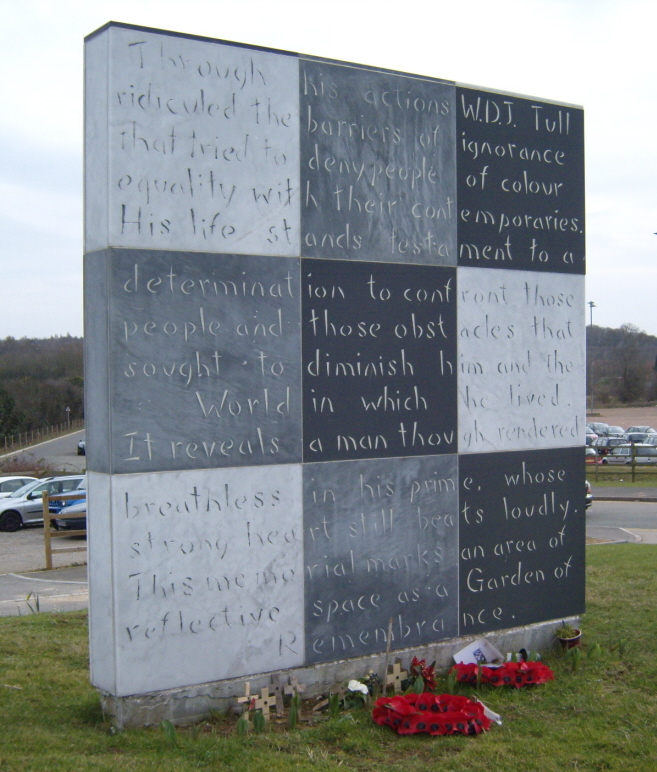
Gedenkstätte für Walter Tull am Sixfields Stadium in Northampton

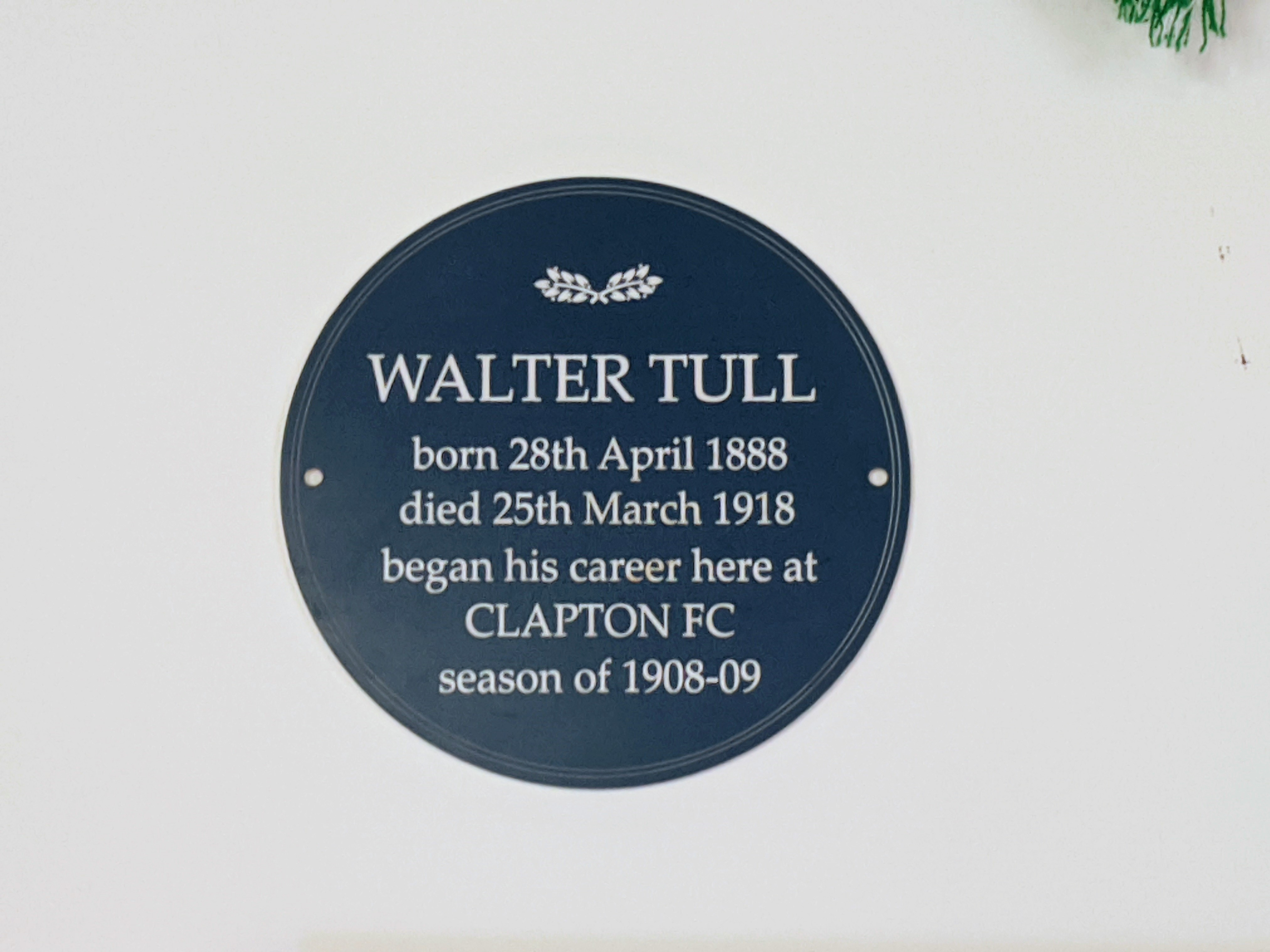
Blue Plaque für Tull am Old Spotted Dog, dem früheren Fußballplatz des FC Clapton

In Großbritannien gibt es zahlreiche Erinnerungen an Walter Tull: So enthüllte der FC Northampton Town am 11. Juli 1999 eine Gedenkwand für Tull in einem Garten der Erinnerung im Sixfields Stadium. Die von Tulls Biograph Phil Vasili verfasste Inschrift lautet:

„W. D. J. Tull machte durch sein Handeln die Barrieren der Ignoranz lächerlich, die Farbigen die Gleichstellung mit ihren Zeitgenossen verwehren wollten. Sein Leben zeugt von der Entschlossenheit, sich Menschen und Hindernissen zu überwinden, die ihn und die Welt, in der er lebte, zu schmälern versuchten. Es zeigt einen Mann, der in seinen besten Jahren zwar atemlos wurde, dessen starkes Herz aber immer noch laut schlägt.“

Eine Straße hinter der Nordtribüne (The Dave Bowen Stand) im Sixfields Stadium trägt den Namen Walter Tull Way, wo sich auch eine Gaststätte mit dem Namen Tulls befand. 2004 und 2022 trugen Tottenham Hotspur und die Rangers den Walter Tull Memorial Cup aus.
Die Royal Mint nahm eine 5-Pfund-Münze zu Ehren Tulls in das 2014 erschienene Einführungsset aus sechs Münzen zum Ersten Weltkrieg auf. Im September 2018 gab die Royal Mail anlässlich des 100. Jahrestages des Endes des Ersten Weltkriegs einen Satz Briefmarken heraus, auf dem Tull abgebildet ist. Am 21. Oktober 2014 wurde eine blaue Gedenktafel an 77 Northumberland Park in London enthüllt, an der Stelle des Hauses, in dem Tull vor dem Krieg lebte, nahe dem Spielfeld an der White Hart Lane. Die Gedenktafel wurde vom Nubian Jak Community Trust zur Verfügung gestellt und vom ehemaligen Spurs-Stürmer Garth Crooks enthüllt. Am 25. März 2018 enthüllte die Rushden & District History Society zum Gedenken an seinen 100. Todestag eine blaue Gedenktafel an der 26 Queen Street, Rushden, wo er wohnte, als er bei Northampton Town spielte.
Am 4. Juli 2017 wurden im Innenhof der Northampton Guildhall fünf Statuen, darunter eine von Tull, enthüllt. Die Bronzestatuen wurden vom Northampton Borough Council bei dem Bildhauer Richard Austin in Auftrag gegeben. Am Remembrance Sunday 2018 kamen die Einwohner von Ayr, Schottland, zusammen, um im Rahmen des landesweiten öffentlichen Kunstprojekt „Pages of the sea“, das von Oscar-Preisträger Danny Boyle kuratiert wurde, ein großes Sandporträt von Tull in den Strand der Stadt zu ritzen.
Im Oktober 2020 stellte die Royal Mail im Rahmen des Black History Month in Glasgow einen schwarzen Briefkasten zu Ehren Tulls auf.
Am 21. Oktober 2021 wurde Walter Tull in die English Football Hall of Fame des National Football Museums in Manchester aufgenommen.

## „Tull“ Harder
1911 befand sich Tottenham Hotspur mit Tull in seinen Reihen auf Deutschlandtournee und spielte dabei unter anderem gegen eine norddeutsche Auswahl in Hamburg und Eintracht Braunschweig. Er zeigte den deutschen Spielern einige Tricks, die sich ein deutscher Spieler (und späterer KZ-Kommandant), Otto Harder, abgeschaut und erfolgreich nachgespielt haben soll. Auch seine Statur ähnelte der von Walter Tull. Daraufhin soll Harder den Beinamen „Tull“ erhalten haben.

## Rezeption

### Filme
Walter’s War, ein Drama über das Leben von Tull, mit O. T. Fagbenle in der Hauptrolle und geschrieben von Kwame Kwei-Armah, wurde vom britischen Sender BBC Four produziert und am 9. November 2008 im Rahmen der BBC-Saison Ninety Years of Remembrance erstmals ausgestrahlt.
Im Jahr 2016 drehte Off The Records einen Animationsfilm über Tulls Leben, Walter Tull: Britain’s First Black Officer, der von dem Schauspieler Liam Gerrard gesprochen wurde. Der Film wurde für einen Kinder-British Academy Film Award nominiert.

### Theater
Das „Octagon Theatre“ in Bolton führte Vasilis Stück „Tull“ vom 21. Februar bis 16. März 2013 auf. Die Tottenham Theatre Group produzierte 2014 in Zusammenarbeit mit jungen Menschen aus der Region eine Version im „Bernie Grant Centre“ in Tottenham. 2014 führte das „Gazebo Theatre“ in der Bilston Town Hall ein Stück über das Leben von Tull mit dem Titel The Hallowed Turf auf Tournee. Es wurde am 3. Oktober in Wolverhampton aufgeführt, um den Black History Month der Stadt zu eröffnen.